# Sân bay Kongolo
Sân bay Kongolo (IATA: KOO, ICAO: FZRQ) là một sân bay ở Kongolo, Cộng hòa Dân chủ Congo.

## Hãng hàng không và điểm đến
| Hãng hàng không                | Các điểm đến          |
| ------------------------------ | --------------------- |
| Compagnie Africaine d'Aviation | Bukavu, Goma, Kalemie |